# 1824 у науці

## Астрономія
- Франц фон Паула Ґруйтуйзен пояснив формування кратерів на Місяці як наслідок падіння метеритів.[1]
- Вільям Пірсон опублікував Вступ до практичної астрономії.

## Біологія
- Джон Кертіс почав публікацію Британської ентимології .
- Томас Сей почав пубдікувати  American Entomology, or Descriptions of the Insects of North America, де зокрема  описав колорадського жука.

## Кліматологія
- Жозеф Фур'є вирахував, що без атмосфери Земля була б набагато холоднішою.[2]

## Математика
- Нільс Генрік Абель частково доказав, що загальне рівнянна п'ятого або вищого степенів не можна розв'язати в квадратурах.[3]
- Огюстен Коші доказав, що метод Ейлера збігається, використавши неявний метод Ейлера.

## Палеонтологія
- Вільям Бакленд першим описав динозавра в науковому журналі.[4]

## Технологія
- Джозеф Аспдін отримав патент на портландцемент.[5]
- Саді Карно проаналізував коефіцієнт корисної дії парової та теплової машин ("Réflexions sur la puissance motrice du feu et sur les machines propres à développer cette puissance").
- Луї Брайль,  у віці 15 років, розробив шеститочковий код (шрифт Брайля), що надавав змогу людям з вадами зору читати й писати.

## Нагороди
- Медаль Коплі отримав астроном Джон Брінклі[6]